# ديفيد زيك
ديفيد زيك (بالسلوفينية: David Zec)‏ هو لاعب كرة قدم سلوفيني في مركز الدفاع، ولد في 5 يناير 2000 في سلوفينيا. لعب مع نادي بنفيكا.

## وصلات خارجية
- ديفيد زيك على موقع قاعدة بيانات كرة القدم.إي يو (الإنجليزية)
- ديفيد زيك على موقع Soccerway.com (الإنجليزية)
- ديفيد زيك على موقع عالم كرة القدم.نت (الإنجليزية)